# Magninia tonkinea
Magninia tonkinea là một loài bọ cánh cứng trong họ Cerambycidae.